# Universität Fukushima

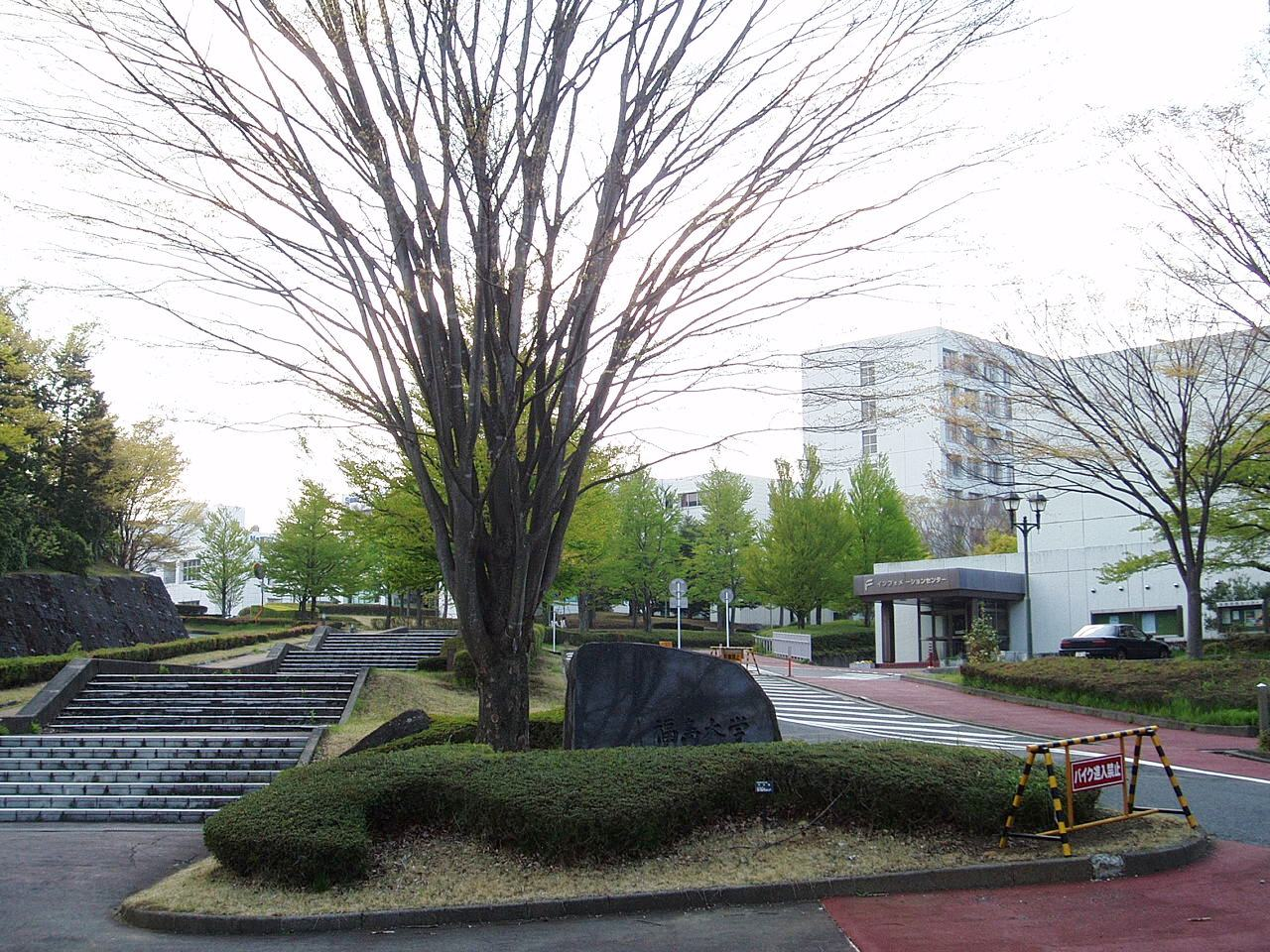
Das Haupttor

Die Universität Fukushima (jap. 福島大学, Fukushima daigaku, kurz Fukudai 福大) ist eine staatliche Universität in Japan. Der Campus liegt in Fukushima in der Präfektur Fukushima.

## Geschichte
Die Universität wurde 1949 durch den Zusammenschluss von drei staatlichen Schulen gegründet:
- Wirtschaftsfachschule Fukushima (福島経済専門学校, Fukushima keizai semmon gakkō)
- Normalschule Fukushima (福島師範学校, Fukushima shihan gakkō, gegründet 1874) und
- Jugend-Normalschule Fukushima (福島青年師範学校, Fukushima seinen shihan gakkō, gegründet 1920).

Die Wirtschaftsfachschule Fukushima wurde 1921 als Höhere Handelsschule Fukushima (福島高等商業学校, Fukushima kōtō shōgyō gakkō) gegründet. Sie war die einzige staatliche Höhere Handelsschule in der Region Tōhoku und wurde 1944 in Wirtschaftsfachschule Fukushima umbenannt. Ihr ehemaliger Moriai-Campus wurde von der Universität Fukushima bis 1981 benutzt und ist heute der Sitz der Präfekturalen Bibliothek Fukushima (37° 46′ 3,6″ N, 140° 27′ 25,7″ O).
Die Universität Fukushima hatte zuerst die Fakultäten für Liberal Arts und Wirtschaftswissenschaften. 1966 wurde die Fakultät für Liberal Arts in Fakultät für Pädagogik umbenannt. 1979 wurde der heutige Kanayagawa-Campus neu eröffnet, und die Fakultäten zogen in den Campus. 1987 wurde die Fakultät für Verwaltungs- und Sozialwissenschaften gegründet. 2004 reorganisierte die Universität die Fakultäten: zwei Clusters (学群, gakugun) wurden neu gegründet, und zu einer von ihnen gehörten die vier Fakultäten (学類, gakurui).

## Fakultäten
- Cluster für Geistes- und Sozialwissenschaften
  - Fakultät für Humanwissenschaft (vormals Pädagogik)
  - Fakultät für Verwaltung und Politik (vormals Verwaltungs- und Sozialwissenschaften)
  - Fakultät für Wirtschaftswissenschaften
  - Kursus für Moderne Liberal Arts (jap. 現代教養コース, engl. Course of Liberal Arts for Modern Society)
    - Abendkursus für die Geschäftsleute
- Cluster für Natur- und Ingenieurwissenschaften
  - Fakultät für Wissenschaft vom Symbiosesystem (jap. 共生システム理工学類, engl. Faculty of Symbiotic Systems Science)